# Karl Willmann
Karl Willmann (* 22. Juni 1908 in Darmstadt; † 13. April 1976 in Frankfurt am Main) war ein hessischer Politiker (KPD) und Abgeordneter des Hessischen Landtags.

## Leben
Karl Willmann war der Sohn des Möbelpoliers Peter Willmann. Karl Willmann arbeitete nach dem Besuch von Volksschule, Verwaltungsakademie und Fachschule als kaufmännischer Angestellter in einer Darmstädter Maschinenfabrik. Seit 1923 war er Mitglied des Arbeiter-Turn- und Sportbund der Freien Turngemeinde und des Freien Wassersportvereins in Darmstadt. Bereits als Lehrling wurde er Gewerkschaftsmitglied und Leiter der Jugendgruppe des Zentralverbandes der Angestellten in Darmstadt. 1929 wurde er Mitarbeiter der Deutsch-Russischen Naphta Gesellschaft in Frankfurt und später in Essen, wo er Betriebsratsvorsitzender wurde. 1929 trat er der KPD bei.
Nach der „Machtergreifung“ der NSDAP wurde er 1933 entlassen. In der Folge wurde er mehrfach verhört und vorübergehend inhaftiert.
Ende 1934 nahm er eine Stelle in der Deutsch-Amerikanischen Petroleum-Gesellschaft in Essen an, wo er sich von einer Hilfskraft zum Bilanzbuchhalter entwickelte. 1940 wurde er Betriebsprüfer bei der Oberfinanzdirektion Düsseldorf.
Im August 1940 wurde Willmann zur Kriegsmarine eingezogen. Unter einem Kommando der Kleinkampfverbände war Willmanns Einheit, die 4.
Marine-Kraftwagen-Einsatz-Abteilung, an Erschießungen von Partisanen und Zivilisten am 12. August 1944 in Malga Zonta bei Lavarone in Italien beteiligt. Über eine eventuelle persönliche Beteiligung Willmanns an den Erschießungen ist nichts bekannt. 2007 wurde ein Vorermittlungsverfahren gegen Willmann bei der Zentralen Stelle in Ludwigsburg und beim Landeskriminalamt Baden-Württemberg wegen der Erschießung von Partisanen in Italien eröffnet.
Wilmann erlebte das Kriegsende in englischer Kriegsgefangenschaft.
September 1945 bis zu seiner Pensionierung war er Betriebsprüfer beim Finanzamt Darmstadt. 1946 wurde er dort Betriebsrat und 1947 Betriebsratsvorsitzender.

## Politik
1945 wurde er Vorsitzender des KPD Ortsverbands Darmstadt-Eberstadt.
Vom 29. März 1946 bis zum 14. Juli 1946 war er (als Nachrücker für Heinrich Haase) Mitglied des Beratenden Landesausschusses und vom 15. Juli 1946 bis 30. November 1946 Mitglied der Verfassungberatenden Landesversammlung Groß-Hessen. Danach war er eine Wahlperiode lang vom 1. Dezember 1946 bis 26. September 1950 Mitglied des Hessischen Landtags.
Ab 1948 gehörte er der Stadtverordnetenversammlung in Darmstadt an. Dort war er Vorsitzender des Sportausschusses. 1950 legte er alle Mandate nieder und wurde aus der KPD ausgeschlossen.